# Das Wiegenlied vom Totschlag
Das Wiegenlied vom Totschlag (Originaltitel: Soldier Blue) ist ein US-amerikanischer Spätwestern von 1970. Regie führte Ralph Nelson.

## Handlung
Bei einem Überfall der Cheyenne auf einen Goldtransport finden 22 Soldaten den Tod; nur der junge Soldat Honus Gant und Cresta Lee, eine ehemalige Gefangene der Cheyenne und Verlobte eines Armeeleutnants, den sie aus finanziellen Gründen heiraten will, überleben. Statt eines Totengebets rezitiert Honus vor seinen getöteten Kameraden aus dem 1854 von Alfred Lord Tennyson veröffentlichten Gedicht „The Charge of the Light Brigade“ („Der Angriff der Leichten Brigade“). Honus und Cresta versuchen, sich zu einem Armeestützpunkt durchzuschlagen, wobei Cresta Honus davon überzeugen will, dass die indianische Lebensweise moralisch höherstehend als die der Weißen ist. Die beiden geraten in Konflikt mit Kiowas und mit dem Waffenschmuggler Isaac B. Lemmert (Wortspiel in der deutschen und der originalen Filmfassung; Original-Name: Isaac Q. Cumber), dessen für die Cheyenne bestimmte Lieferung von Gewehren und Munition Honus zerstört. Honus wird nachfolgend von dem Waffenhändler am Bein verwundet, doch Cresta pflegt ihn, und die beiden kommen sich näher.
Als sie schließlich die Armee erreichen, plant diese einen Rachefeldzug gegen die Cheyenne. Cresta versucht, die Indianer zu warnen. Obwohl der Häuptling der Cheyenne den Soldaten mit einer weißen Fahne entgegenreitet, eröffnet die Armee mit Kanonen das Feuer auf das Indianerdorf und macht dieses nachfolgend dem Erdboden gleich, wobei keine Rücksicht auf Frauen und Kinder genommen wird und schreckliche Gräuel verübt werden. Der protestierende Honus wird inhaftiert und in Ketten gelegt und abgeführt. Cresta verbleibt zusammen mit den wenigen überlebenden Cheyenne im zerstörten Lager.

## Hintergrund
John Gay schreib das Drehbuch als Adaption des Romans „Arrow in the Sun“ von T.V. Olsen, welcher von den Ereignissen des Sand-Creek-Massakers im Colorado Territory im Jahr 1864 inspiriert ist. Regisseur Ralph Nelson und Autor John Gay beabsichtigten dabei, die Erzählung rund um das Sand-Creek-Massaker als Allegorie für den zeitgenössischen Vietnamkrieg zu verwenden.
Der im August 1970 veröffentlichte Film erregte besondere Aufmerksamkeit durch seine unverblümte Darstellung von Gewalt, insbesondere durch seine drastische Schlusssequenz. Einige Filmwissenschaftler haben Soldier Blue als Kritik an Amerikas „archetypischer Kunstform des Westerns“ bezeichnet, während andere Interpretationen von einem Anti-Kriegs-Film bis hin zu einem Ausbeutungsfilm reichen.
Das Wiegenlied vom Totschlag war aus verschiedenen Gründen kein Kassenerfolg. Als größtes Handicap erwies sich ein anderer Western des Jahres 1970, der ebenfalls von einem Massaker amerikanischer Kavalleristen an Indianern erzählt: Little Big Man. Dieser behandelte somit ein ähnliches Thema, stellte aber hinsichtlich schauspielerischer Leistung und Auszeichnungserfolg Das Wiegenlied vom Totschlag in den Schatten. Die alternative Unrated-Version von ca.118 Minuten ist noch kontroverser und wurde nur selten auf Festivals gezeigt. Auf DVD und Blu-ray ist im deutschsprachigen Raum bisher nur die normale Kinoversion erschienen, die Langversion wurde einmal auf Pro 7 gezeigt. Bei IMDb werden einige Details zur alternativen Version erläutert.

## Kritik

### Zeitgenössisch
Mehrere Filmkritiker sagten, Soldier Blue erinnere an das My-Lai-Massaker, das im Vorjahr der amerikanischen Öffentlichkeit bekannt geworden war. Im September 1970 schrieb Dotson Rader in The New York Times, dass Soldier Blue „zu den bedeutendsten, brutalsten und befreiendsten, ehrlichsten amerikanischen Filmen gezählt werden muss, die je gedreht wurden“.
Roger Ebert von der Chicago Sun-Times schrieb über den Film: „Soldier Blue ist in der Tat brutal, aber er trägt selbstbewusst den Mantel der ‚Wahrheit‘. Er soll ein Pro-Indianer-Film sein, und am Ende erzählt uns die Kamera, dass die Geschichte mehr oder weniger wahr ist und dass der Stabschef der Armee selbst das im Film gezeigte Massaker als einen der beschämendsten Momente in der amerikanischen Geschichte bezeichnete.“ Er fügte hinzu: „So war es, und natürlich sollen wir die Verbindung zu My Lai herstellen und Soldier Blue als Allegorie für Vietnam betrachten. Aber das geht einfach nicht. Der Film ist zu wirr, um als ernsthafte Allegorie auf irgendetwas durchzugehen.“ Der Time Out Filmführer bezeichnete den Film als „einen grimmig peinlichen antirassistischen Western über das berüchtigte Massaker der US-Kavallerie an den Indianern von Sand Creek im Jahr 1864. Im Interesse der Propaganda kann man es gerade noch ertragen, wie das Massaker selbst in ein fröhlich ausbeuterisches Gemetzel aus Blut und amputierten Gliedmaßen verwandelt wird; aber nicht, wenn es mit einer Wüstenromanze in Verbindung gebracht wird, die wie der feuchte Traum eines Werbefachmanns gedreht ist, ganz weichgezeichnet und mit süßen Nichtigkeiten.“

### Gegenwart
Moderne Kritiker und Wissenschaftler haben Soldier Blue abwechselnd als revisionistischen Western, anti-amerikanisch und als Ausbeutungsfilm beschrieben. Im Jahr 2004 bezeichnete die BBC ihn als „einen der bedeutendsten amerikanischen Filme, die je gedreht wurden“. Der britische Autor und Kritiker P.B. Hurst, der 2008 das Buch The Most Savage Film: „Soldier Blue, Cinematic Violence and the Horrors of War“ schrieb, über den Film:
Eine große Anzahl von Kritikern glaubte 1970, dass Soldier Blue aufgrund seiner drastischen Szenen, in denen Cheyenne-Frauen und -Kinder abgeschlachtet werden, neue Maßstäbe in der filmischen Gewaltdarstellung gesetzt habe und somit dem US-Plakat gerecht geworden sei, das den Film als ‚den brutalsten Film der Geschichte‘ anpries – oder auch nicht. In Großbritannien und weiten Teilen der übrigen Welt ein Riesenerfolg, war Soldier Blue in den USA, wie sein eigenwilliger Regisseur Ralph Nelson es ausdrückte, ‚kein Publikumserfolg‘. Dies hatte wahrscheinlich weniger mit der bahnbrechenden Gewalt des Films zu tun, sondern eher mit der Tatsache, dass es die US-Kavallerie war, die neue Wege beschritt. Mit seiner Darstellung der Jungs in Blau als blutrünstige Wahnsinnige, die Kindern und Frauen das Gehirn wegblasen, zerschlug Nelson einen der beständigsten Filmmythen Amerikas – den Mythos der Kavallerie als gute Jungs, die zur Rettung eilen – und machte Soldier Blue zu einem der radikalsten Filme in der Geschichte des amerikanischen Kinos. Das Scheitern des Films in seinem Heimatland könnte auch mit der Wahrnehmung in einigen Kreisen zusammenhängen, die – durch das Werbematerial der Produktionsfirma angeregt – den Eindruck hatten, es handele sich um eine bewusste Allegorie auf den Vietnamkrieg.

Retrospektive Analysen haben den Film in eine Tradition von Kinofilmen der frühen 1970er Jahre gestellt – wie Ulzana's Raid (1972) –, die als „natürliche Orte für Bemerkungen über die Tötung von Frauen und Kinder durch amerikanische Soldaten“ angesichts der politischen Konflikte der damaligen Zeit genutzt wurden. Allerdings wurden die „visuellen Exzesse“ der gewalttätigsten Sequenzen des Films auch von modernen Kritikern als ausbeuterisch kritisiert.
In einem Artikel über den Film in Uncut aus dem Jahr 2005 bezeichnete Kevin Maher ihn als „einen blutigen Ausbeutungswestern aus dem Jahr 1970 ... [der] eine Blutzahl hat, die Cannibal Holocaust würdig ist.“ TV Guide vergab einen von fünf Sternen und schrieb: „Soldier Blue leidet unter Bergens schwacher Leistung und Strauss ist fade, aber die Parallele zwischen dem Sand-Creek-Massaker von 1864 und dem My Lai-Vorfall in Vietnam ist beunruhigend und die Darstellung des Lebens der amerikanischen Ureinwohner im Film ist ein expliziter Versuch, Hollywood-Stereotypen hinter sich zu lassen.“
Der Filmwissenschaftler Christopher Frayling beschrieb Soldier Blue als einen „viel wütenderen Film“ als seine zeitgenössischen Western, der „die Sprache des traditionellen Westerns und gleichzeitig seine ideologischen Grundlagen in Frage stellt“. Frayling lobte auch die Kinematografie und die visuellen Elemente in seinem 2006 erschienenen Buch Spaghetti Westerns: Cowboys and Europeans from Karl May to Sergio Leone: „Die meisten Kritiker haben es geschafft, die wirklich einfallsreichen Abschnitte von Soldier Blue zu übersehen, in denen Nelson ausgefeilte Zooms und unkonventionelle Kompositionen verwendet, die beide auf subtile Weise die Beziehung zwischen den ‚Eingeweihten‘ und dem unberührten Land, das sie umgibt, erforschen.“
Die Hauptdarstellerin Candice Bergen erinnerte sich an den Film und sagte, es sei „ein Film, dessen Herz, wenn schon sonst nichts, am rechten Fleck war“.

### Kulturell
Die Arbeit „Soldier Blue“ der Künstlerin Andrea Carlson aus dem Jahr 2010 enthält Text und Bilder aus mehreren Kannibalenfilmen, die in den 1970er- und 1980er-Jahren populär waren.